# 泣いたり笑ったり
『泣いたり笑ったり』（ないたりわらったり、Croce e delizia）は2019年のイタリアのコメディ映画。
シモーネ・ゴダノ監督の2作目の作品で、出演はアレッサンドロ・ガスマン、ジャスミン・トリンカ、ファブリッツィオ・ベンティヴォリオなど。
対照的な2家族の、孫もいる家長同士が同性結婚することになったことで起きる騒動を描いている。
日本では2021年4月から6月まで開催された「イタリア映画祭2021」で劇場公開された他、オンライン配信された。その後、2022年12月2日から東京のYEBISU GARDEN CINEMA、シネマート新宿、アップリンク吉祥寺ほか全国で順次劇場公開される予定。

## ストーリー
裕福なカステルヴェッキオ家の家長であるトニは、海辺の別荘の離れを労働者階級のペターニャ家に貸し出す。離れには家長のカルロ、長男サンドロとその妻カロリーナと息子アダム、カルロの幼い次男ディエゴの5人がやって来る。別荘にはトニの誕生日を祝うために長女ペネロペと次女オリヴィア、オリヴィアの幼い娘エロディ、トニの妹イーダとその恋人ジャンルコーネが集まる。実はトニとカルロは結婚式を3週間後に控えており、その事実を報告するために家族を集めたのである。カステルヴェッキオ家はペネロペ以外の全員が2人の結婚を祝福したが、保守的なペターニャ家ではサンドロもカロリーナも激しいショックを受け、サンドロは妻子と弟を連れて家に帰ろうとする。カステルヴェッキオ家で唯一結婚に反対しているペネロペは、あまりに価値観の違う2家族が共に過ごせばトラブルが起きるはずで、そうすればトニもカルロも現実に気付いて目が覚めるだろうと考え、2人の仲を裂くためにペターニャ家に残ってもらうことをサンドロに提案する。サンドロは父親がゲイであることは受け入れられないが、父親を敬愛する気持ちに変わりはないので父親を裏切ることに抵抗感を示すものの、結局はペネロペの提案を受けることにする。
こうして対照的な2家族はひと夏を共に過ごすことになり、幼い子供たちはすぐに打ち解け合う。また、おおらかなカステルヴェッキオ家の人々はペターニャ家の人々をすんなりと受け入れるが、ペネロペは助っ人としてトニの元妻で自分の実母であるジュリエッタをパリから呼び出す。当初は浮気性で適当な性格のトニが結婚するなどありえないと反対していたジュリエッタだったが、カルロの誠実な人柄に触れると、2人の結婚を祝福するようになる。一方、ペターニャ家のサンドロとカロリーナもカステルヴェッキオ家の人々と徐々に打ち解けていくものの、サンドロはトニとカルロの結婚をどうしても受け入れることができない。そんな中、ペネロペはカルロの誠実さや優しさに触れるうちに気持ちに変化が現れてくる。ところが、ペネロペは本音を語り合って打ち解けたサンドロに思わずキスしてしまい、それを目撃したカロリーナは怒りに任せて、ペネロペが結婚を邪魔するためにペターニャ家に残るように提案していたことをトニとカルロの前で暴露してしまう。この事態にペネロペは父トニの利己的な性格や自分に関心を示さない姿勢を激しくなじり、「普通の家族が欲しかった」と怒りをぶつける。トニは無言でその場を後にする。カルロは過呼吸になったペネロペを介抱し、翌朝、別荘に戻ると、息子たちがカルロ1人を残して帰ってしまったことを知る。そして、彼らが出て行ったことに安堵しているトニに幻滅し、自分の娘にすら関心を持たない利己的なトニに別れを告げて家に帰ると、これまで通りの生活に戻る。トニもまた1人でローマの家に戻る。
2週間後、結婚式の予定を明日に控えて、トニはペネロペの職場を訪れると、これまでの仕打ちを詫びるとともにカルロへの想いを語る。ペネロペはトニを連れてカルロのもとを訪ねるが、カルロは漁に出ていた。サンドロはトニのカルロへの想いと覚悟を確認すると、ボートでトニとペネロペを父親がいる漁場に連れていく。海が苦手なトニは必死の思いでカルロにプロポーズする。2人は強く抱き合って熱いキスをする。こうしてトニとカルロは予定通りに結婚式を迎え、両家族から祝福される。

## キャスト
- カルロ: アレッサンドロ・ガスマン - 魚屋で漁師。やもめ。
- トニ: ファブリッツィオ・ベンティヴォリオ（イタリア語版） - 裕福な美術商。バイセクシャル。
- ペネロペ: ジャスミン・トリンカ - トニの娘。保育所の所長。
- サンドロ: フィリッポ・シッキターノ - カルロの息子。
- イーダ: ルネッタ・サヴィーノ（イタリア語版） - トニの妹。
- ジュリエッタ: アンナ・ガリエナ - トニの元妻。ペネロペの母。
- カロリーナ: ローザ・ディレッタ・ロッシ（イタリア語版） - サンドロの妻。妊娠中。
- オリヴィア: クララ・ポンソ（イタリア語版） - トニの娘。ペネロペの同い年の異母妹。有名な女優。
- ジャンルコーネ: ジャンドメニコ・クパイウオーロ - イーダの現在の恋人。

## 製作
撮影は2018年11月にローマ、フォルミア、ガエータで行われた。